# Antonin Poggioli
Pour les articles homonymes, voir Poggioli.
Antonin Poggioli (Ucciani, 11 janvier 1876 - Le Bourget, 13 août 1961) est un homme politique français.

## Biographie
Membre de la SFIO, il est maire du Bourget de 1925 à 1944 ainsi que conseiller général de la Seine. Surtout il est secrétaire de la Fédération des Élus municipaux républicains, proche des socialistes, ce qui lui donne une grande influence. Il s'intéresse particulièrement aux questions de jeunesse.
Le 10 mai 1925, il est élu maire, fonction qu’il allait assumer jusqu’à la Libération. Durant ses différents mandats, il se révéla un excellent gestionnaire très estimé de la population et s’affirma comme un des maires socialistes les plus en vue de la région parisienne. Très lié à Henri Sellier, il appartint au bureau de l’Union amicale des maires qu’il présida en 1932 et fut secrétaire général de la Fédération nationale des municipalités socialistes. Il fut aussi, sous le Front populaire, président, avec Georges Marrane, de la Fédération sportive et gymnique du travail et exerça des fonctions importantes aux syndicats intercommunaux du Gaz et de l’Électricité. Auteur également d’une rubrique au Populaire, il entra en 1937 comme suppléant à la commission administrative de ce quotidien (motion Zyromski).
Président de la FSGT depuis décembre 1934, il souhaite construire un stade et une piscine répondant « aux besoins sportifs de la population en général et de la jeunesse scolaire en particulier et qu’ils permettent également aux communes environnantes dépourvues de piscine de pouvoir en bénéficier ». Le projet est adopté en 1936, mais revu à la baisse à la fin de l’année 1937 pour des raisons de coût. Le gymnase est abandonné. Le stade avec sa tribune et son bâtiment d’accueil ainsi que la piscine en plein air sont quant à eux réalisés avant-guerre.
Plusieurs fois candidat malheureux au conseil général, en 1929, 1934, 1935 et 1937, il écrivit cette année-là, pour l’information des candidats socialistes, une brochure de 92 pages sur Les conseils généraux et d’arrondissement, qui fut éditée par le Parti socialiste et préfacée par Henri Sellier. Poggioli se présenta aussi aux élections législatives de 1928 et de 1932 dans la 3e circonscription de Saint-Denis où il recueillit 2 121 et 3 459 voix sur 16 159 et 10 936 votants.
Il continua d’administrer la commune du Bourget sous l’Occupation. Il se rallie à Pétain mais surtout est proche de Pierre Laval, maire d'Aubervilliers, commune proche de la sienne. Accusé à la Libération d’avoir collaboré, il expliqua qu’il était resté en fonction « pour éviter le pire » : « Je n’ai pas à plaider coupable ni à m’excuser de moi-même. Je puis rendre mes comptes la tête haute. » Il conduisit la liste de « Défense des intérêts communaux et intercommunaux » et retrouva un siège de conseiller en 1947 et en 1953 comme « indépendant de gauche ». Antonin Poggioli acheva en 1959 sa longue carrière d’édile municipal, s’étant occupé des intérêts du Bourget pendant près d’un demi-siècle où il meurt en 1961.